# Malgassesia milloti
Malgassesia milloti is een vlinder uit de familie wespvlinders (Sesiidae), onderfamilie Sesiinae.
Malgassesia milloti is voor het eerst wetenschappelijk beschreven door Viette in 1982. De soort komt voor in het Afrotropisch gebied.